# کریم‌آباد (بیرجند)
کریم‌آباد روستایی در دهستان القورات بخش مرکزی شهرستان بیرجند استان خراسان جنوبی ایران است.

## جمعیت
بر پایه سرشماری عمومی نفوس و مسکن در سال ۱۳۹۵ این روستا بدون جمعیت بوده‌است.